# رأوبين
رأوبَيْن بن يعقوب (بالعبرية: ראובן) هو أكبر أبناء النبي يعقوب (إسرائيل) الاثنا عشر، واسم أمه هو: ليا بنت لابان.
حيث كان ليعقوب (ولقبه إسرائيل) اثنا عشر ولداً ذكراً (من بينهم يوسف) وابنة واحدة هي دينة. وهؤلاء الأبناء الاثنا عشر يدعون بنو إسرائيل.

## إخوته
إخوته هم أولاد النبي يعقوب (إسرائيل) ويـُدعـَون بنو إسرائيل وهم:
- النبي يوسف وبنيامين وأمهما: راحيل بنت لابان وهي ابنة خال يعقوب.
- يهودا ولاوي وشمعون وزبولون وياساكر وبنتاً واحدة اسمها دينة وأمهم: ليا بنت لابان وهي أخت راحيل وابنة خال يعقوب.
- دان ونفتالي وأمهما: بلهة.
- جاد وعشير وأمهما: زلفة.